# Frankleben
Frankleben is een plaats en voormalige gemeente in de Duitse deelstaat Saksen-Anhalt, en maakt deel uit van de Landkreis Saalekreis.

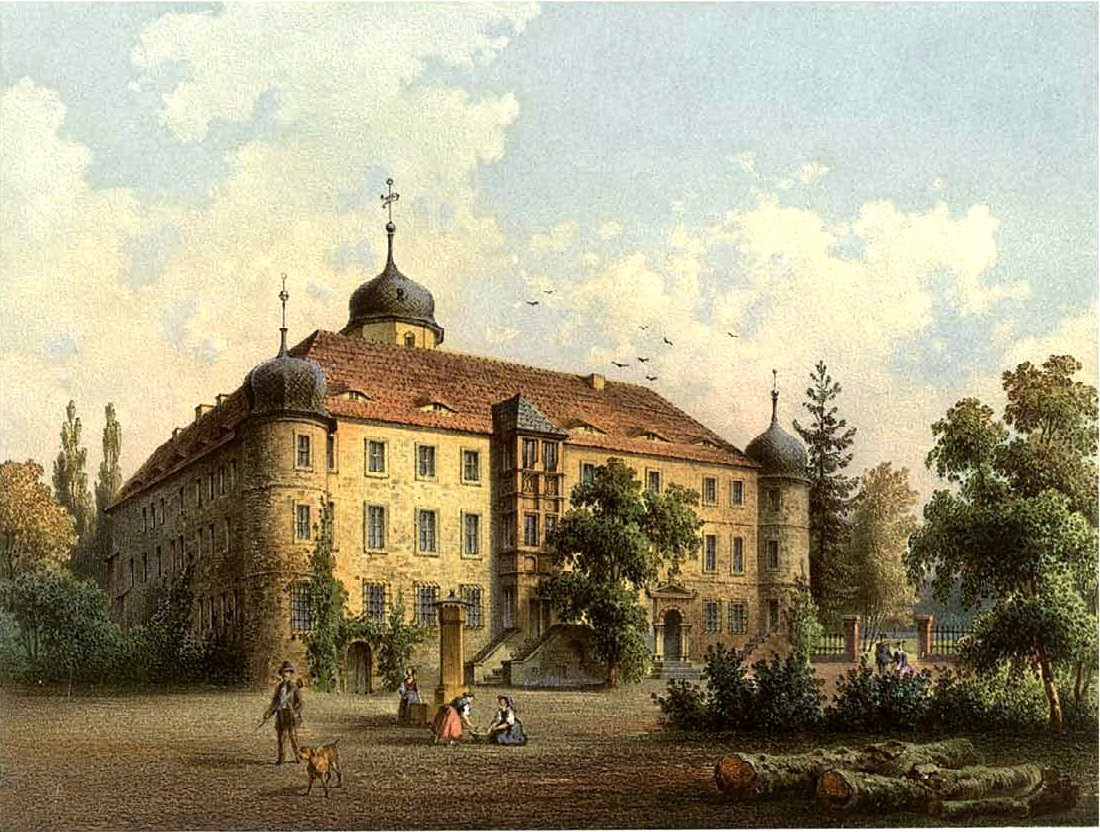
Slot

Frankleben telt 1.700 inwoners.